# U 100 (U-Boot, 1940)
U 100 war ein deutsches U-Boot vom Typ VII B, das im Zweiten Weltkrieg von der deutschen Kriegsmarine eingesetzt wurde. Bei seinen sechs Feindfahrten versenkte es 26 Handelsschiffe mit insgesamt 137.819 BRT, wobei zusammen 384 Seeleute starben. Am 17. März 1941 wurde das U-Boot im Nordatlantik durch einen Rammstoß des britischen Zerstörers Vanoc versenkt. Von den 44 Besatzungsmitgliedern starben 38, während nur sechs überlebten und in britische Kriegsgefangenschaft gerieten.

## Geschichte
Der Auftrag für das Boot wurde am 15. Dezember 1937 an die Germaniawerft in Kiel vergeben. Die Kiellegung erfolgte am 11. Mai 1939 und der Stapellauf am 10. April 1940. Am 30. Mai 1940 wurde es unter Kapitänleutnant Joachim Schepke in Dienst gestellt. Er behielt das Kommando über U 100 bis zu seinem Untergang am 17. März 1941
U 100 gehörte bis zum 1. August 1940 als Ausbildungsboot zur 7. U-Flottille in Kiel. Danach war es als Frontboot der 7. U-Flottille in St. Nazaire zugeteilt. Das Turmwappen bestand aus einem gezeichneten schwarzen Panther.
U 100 unternahm während seiner Dienstzeit sechs Feindfahrten, auf der 26 Schiffe mit 137.819 BRT versenkt und drei Schiffe mit 15.111 BRT beschädigt werden konnten.
Joachim Schepke war einer der erfolgreichsten deutschen U-Boot-Kommandanten des Zweiten Weltkriegs, wobei er jedoch alle seine Erfolge in der sogenannten „Glücklichen Zeit“ des U-Boot-Kriegs erzielte, als die U-Boot-Abwehrmaßnahmen der alliierten Streitkräfte noch nicht weit entwickelt waren.

## Einsatzstatistik

### Erste Feindfahrt
Das Boot lief am 9. August 1940 um 16.00 Uhr von Kiel aus und lief am 1. September 1940 um 18:50 Uhr in Lorient ein. Auf dieser 23 Tage dauernden und 3.888 sm über und 161 sm unter Wasser langen Unternehmung in den Nordatlantik und dem Nordkanal, wurden sechs Schiffe mit 25.812 BRT versenkt und ein Schiff mit 5.498 BRT beschädigt.
- 16. August 1940: Versenkung des britischen Motorschiffes Empire Merchant (Lage) mit 4.864 BRT. Das Schiff wurde durch zwei Torpedos versenkt. Es hatte 200 t Stückgut, Post sowie acht Passagiere an Bord und befand sich auf dem Weg von Avonmouth nach Kingston. Das Schiff gehörte zum Konvoi OA-198 mit zwölf Schiffen. Es gab sieben Tote und 48 Überlebende.
- 25. August 1940: Versenkung des britischen Dampfers Jamaica Pioneer (Lage) mit 5.471 BRT. Der Dampfer wurde durch einen Torpedo versenkt. Er hatte 1.900 t Bananen geladen und befand sich auf dem Weg von Kingston (Jamaika) nach Avonmouth. Es gab zwei Tote und 55 Überlebende.
- 29. August 1940: Beschädigung des britischen Dampfers Hartismere mit 5.498 BRT. Der Dampfer wurde durch einen Torpedo beschädigt. Er fuhr in Ballast und war auf dem Weg von Kingston upon Hull nach Three Rivers. Das Schiff gehörte zum Konvoi OA-204 mit 43 Schiffen.
- 29. August 1940: Versenkung des britischen Dampfers Dalblair (Lage) mit 4.608 BRT. Der Dampfer wurde durch einen Torpedo versenkt. Er fuhr in Ballast und war auf dem Weg von Tyne nach Philadelphia. Das Schiff gehörte zum Konvoi OA-204 mit 43 Schiffen. Es gab vier Tote und 37 Überlebende.
- 29. August 1940: Versenkung des britischen Dampfers Astra II (Lage) mit 2.393 BRT. Der Dampfer wurde durch einen Torpedo versenkt. Er fuhr in Ballast und war auf dem Weg von Tyne nach Rimouski. Das Schiff gehörte zum Konvoi OA-204 mit 43 Schiffen. Es gab fünf Tote und 20 Überlebende.
- 29. August 1940: Versenkung des schwedischen Dampfers Alida Gorthon (Lage) mit 2.373 BRT. Der Dampfer wurde durch einen Torpedo versenkt. Er fuhr in Ballast und war auf dem Weg von London nach St. John’s. Das Schiff war ein Nachzügler des Konvois OA-204 mit 43 Schiffen. Es gab elf Tote und 13 Überlebende. Das Schiff hatte 20 Überlebende der Dalblair an Bord, von denen 20 starben.
- 29. August 1940: Versenkung des britischen Dampfers Empire Moose (Lage) mit 6.103 BRT. Der Dampfer wurde durch einen Torpedo versenkt. Er fuhr in Ballast und war auf dem Weg von Kingston upon Hull nach Port Sulphur. Das Schiff war ein Nachzügler des Konvois OA-204 mit 43 Schiffen. Es gab keine Verluste, 36 Überlebende.

### Zweite Feindfahrt
Das Boot lief am 11. September 1940 um 13.00 Uhr von Lorient aus und lief am 25. September 1940 um 10:45 Uhr wieder dort ein. Auf dieser 14 Tage dauernden und 3.074 sm über und 34 sm unter Wasser langen Unternehmung in den Nordatlantik sowie westlich des Nordkanals und Irlands, wurden sieben Schiffe mit 50.340 BRT versenkt.
- 21. September 1940: Versenkung des britischen Dampfers Canonesa (Lage) mit 8.286 BRT. Der Dampfer wurde durch einen Torpedo versenkt. Er hatte 7.265 t Gefrierfleisch, 2.258 t Speck, 955 t Käse, 250 t Schinken sowie 379 t Fisch geladen und befand sich auf dem Weg von Montreal über Halifax nach Liverpool. Das Schiff gehörte zum Konvoi HX-72 mit 47 Schiffen. Es gab einen Toten und 62 Überlebende.
- 21. September 1940: Versenkung des britischen Tankers Torinia (Lage) mit 10.364 BRT. Der Tanker wurde durch einen Torpedo versenkt. Er hatte 13.815 t Treibstoff geladen und war auf dem Weg von Curaçao nach Clyde. Das Schiff gehörte zum Konvoi HX-72 mit 47 Schiffen. Es gab keine Verluste, 55 Überlebende.
- 21. September 1940: Versenkung des britischen Dampfers Dalcairn (Lage) mit 4.608 BRT. Der Dampfer wurde durch einen Torpedo versenkt. Er hatte 8.000 t Weizen geladen und befand sich auf dem Weg von Montreal über Halifax (Nova Scotia) nach Hull. Das Schiff gehörte zum Konvoi HX-72 mit 47 Schiffen. Es gab keine Verluste, 48 Überlebende.
- 22. September 1940: Versenkung des britischen Dampfers Empire Airman (Lage) mit 6.586 BRT. Der Dampfer wurde durch einen Torpedo versenkt. Er hatte 17.900 t Eisenerz geladen und befand sich auf dem Weg von Wabana (Conception Bay) über Halifax (Nova Scotia) nach Cardiff. Das Schiff gehörte zum Konvoi HX-72 mit 47 Schiffen. Es gab 33 Tote und vier Überlebende.
- 22. September 1940: Versenkung des britischen Dampfers Scholar (Lage) mit 3.940 BRT. Der Dampfer wurde durch einen Torpedo versenkt. Er hatte 5.484 Ballen Baumwolle 2.023 t Stahl, Holzbrei sowie Bauholz geladen und befand sich auf dem Weg von Galveston über Halifax (Nova Scotia) nach Manchester. Das Schiff gehörte zum Konvoi HX-72 mit 47 Schiffen. Es gab keine Verluste, 46 Überlebende.
- 22. September 1940: Versenkung des britischen Tankers Frederick S. Fales (Lage) mit 10.525 BRT. Der Tanker wurde durch zwei Torpedos versenkt. Er hatte 13.849 t Treibstoff geladen und befand sich auf dem Weg von Curaçao über Halifax (Nova Scotia) nach Clyde. Das Schiff gehörte zum Konvoi HX-72 mit 47 Schiffen. Es gab zehn Tote und 32 Überlebende.
- 22. September 1940: Versenkung des norwegischen Dampfers Simla (Lage) mit 6.031 BRT. Der Dampfer wurde durch einen Torpedo versenkt. Er hatte 4.129 t Eisenschrott sowie 3.970 t Stahl geladen und befand sich auf dem Weg von Philadelphia zum Tees. Das Schiff gehörte zum Konvoi HX-72 mit 47 Schiffen. Es gab fünf Tote.

### Dritte Feindfahrt
Das Boot lief am 12. Oktober 1940 um 14.00 Uhr von Lorient aus und lief am 23. Oktober 1940 um 11:20 Uhr wieder dort ein. Auf dieser elf Tage dauernden und 2.610 sm über und 25 sm unter Wasser langen Unternehmung in den Nordatlantik sowie westlich des Nordkanals und Irlands, wurden drei Schiffe mit 19.900 BRT versenkt und drei Schiffe mit 11.731 BRT beschädigt.
- 18. Oktober 1940: Beschädigung des britischen Dampfers Shekatika mit 5.458 BRT. Der Dampfer wurde durch einen Torpedo beschädigt. Das Schiff war ein Nachzügler des Konvois SC-7 mit 35 Schiffen. Es wurde am 19. Oktober 1940 von U 123 versenkt.
- 18. Oktober 1940: Beschädigung des niederländischen Dampfers Boekelo mit 2.118 BRT. Der Dampfer wurde durch einen Torpedo beschädigt. Das Schiff war ein Nachzügler des Konvois SC-7 mit 35 Schiffen. Er wurde am 19. Oktober 1940 von U 123 versenkt.
- 19. Oktober 1940: Beschädigung des britischen Dampfers Blairspey mit 4.155 BRT. Der Dampfer wurde durch zwei Torpedos beschädigt. Er hatte Holz geladen und befand sich auf dem Weg von Rimouski nach Grangemouth. Das Schiff war ein Nachzügler des Konvois SC-7 mit 35 Schiffen. Das Schiff lief am 25. Oktober 1940 in Kames Bay ein.
- 20. Oktober 1940: Versenkung des britischen Tankers Caprella (Lage) mit 8.230 BRT. Der Tanker wurde durch einen Torpedo versenkt. Er hatte 11.300 t Heizöl geladen und war auf dem Weg von Curacao zum River Mersey. Das Schiff gehörte zum Konvoi HX-79 mit 49 Schiffen. Es gab einen Toten und 52 Überlebende.
- 20. Oktober 1940: Versenkung des britischen Tankers Sitala (Lage) mit 6.218 BRT. Der Tanker wurde durch einen Torpedo versenkt. Er hatte 8.444 t Rohöl geladen und war auf dem Weg von Curacao nach Manchester. Das Schiff gehörte zum Konvoi HX-79 mit 49 Schiffen. Es gab einen Toten und 43 Überlebende.
- 20. Oktober 1940: Versenkung des britischen Dampfers Loch Lomond (Lage) mit 5.452 BRT. Der Dampfer wurde durch einen Torpedo und Artillerie versenkt. Er hatte 6.000 t Bauholz sowie 1.858 t Stahl geladen und befand sich auf dem Weg von Montreal über Halifax (Nova Scotia) nach Immingham. Das Schiff war ein Nachzügler des Konvois HX-79 mit 49 Schiffen. Es gab einen Toten und 39 Überlebende.

### Vierte Feindfahrt
Das Boot lief am 7. November 1940 um 11:30 Uhr von Lorient aus und lief am 27. November 1940 um 15:30 Uhr wieder dort ein. Auf dieser 20 Tage dauernden und 3.046 sm über und 115 sm unter Wasser langen Unternehmung in den Nordatlantik sowie westlich des Nordkanals und Irlands, wurden sieben Schiffe mit 24.601 BRT versenkt.
- 23. November 1940: Versenkung des britischen Dampfers Justitia (Lage) mit 4.562 BRT. Der Dampfer wurde durch einen Torpedo versenkt. Er hatte 5.161 t Bauholz sowie 2.248 t Stahl geladen und war auf dem Weg von Savannah über Sydney (Nova Scotia) nach London. Das Schiff gehörte zum Konvoi SC-11 mit 33 Schiffen. Es gab 13 Tote und 26 Überlebende.
- 23. November 1940: Versenkung des niederländischen Dampfers Ootmarsum mit 3.628 BRT. Der Dampfer wurde durch einen Torpedo versenkt. Er hatte Eisenerz geladen und befand sich auf dem Weg nach Newport. Das Schiff gehörte zum Konvoi SC-11 mit 33 Schiffen. Es war ein Totalverlust mit 25 Toten.
- 23. November 1940: Versenkung des britischen Dampfers Bradfyne (Lage) mit 4.740 BRT. Der Dampfer wurde durch einen Torpedo versenkt. Er hatte 7.900 t Getreide geladen und befand sich auf dem Weg von Montreal über Sydney (Nova Scotia) nach Belfast. Das Schiff gehörte zum Konvoi SC-11 mit 33 Schiffen. Es gab 39 Tote und vier Überlebende.
- 23. November 1940: Versenkung des norwegischen Dampfers Bruse (Lage) mit 2.205 BRT. Der Dampfer wurde durch einen Torpedo versenkt. Er hatte 1.550 t Bauholz geladen und war auf dem Weg von Nelson nach Ipswich. Das Schiff gehörte zum Konvoi SC-11 mit 33 Schiffen. Es gab 16 Tote und sechs Überlebende.
- 23. November 1940: Versenkung des norwegischen Dampfers Salonica (Lage) mit 2.694 BRT. Der Dampfer wurde durch einen Torpedo versenkt. Er hatte 3.400 t Grubenholz geladen und war auf dem Weg von Pugwash zum Tyne. Das Schiff gehörte zum Konvoi SC-11 mit 33 Schiffen. Es gab neun Tote und sieben Überlebende.
- 23. November 1940: Versenkung des britischen Motorschiffes Leise Maersk (Lage) mit 3.136 BRT. Das Schiff wurde durch einen Torpedo versenkt. Es hatte 4.500 t Getreide sowie Stückgut geladen und befand sich auf dem Weg von Three Rivers über Sydney (Nova Scotia) nach Sharpness. Das Schiff gehörte zum Konvoi SC-11 mit 33 Schiffen. Es gab 17 Tote und sieben Überlebende.
- 23. November 1940: Versenkung des niederländischen Dampfers Bussum (Lage) mit 3.636 BRT. Der Dampfer wurde durch einen Torpedo versenkt. Er hatte 5.200 t Getreide geladen und befand sich auf dem Weg von Montreal nach Belfast. Das Schiff gehörte zum Konvoi SC-11 mit 33 Schiffen. Es gab keine Verluste, 29 Überlebende.

### Fünfte Feindfahrt
Das Boot lief am 2. Dezember 1940 um 17:30 Uhr von Lorient aus und lief am 1. Januar 1941 in Kiel ein. Auf dieser 26 Tage dauernden und 4.042 sm über und 182 sm unter Wasser langen Unternehmung in den Nordatlantik und westlich von Irland, wurden drei Schiffe mit 17.166 BRT versenkt.
- 14. Dezember 1940: Versenkung des britischen Dampfers Kyleglen (Lage) mit 3.670 BRT. Der Dampfer wurde durch zwei Torpedos versenkt. Es fuhr in Ballast und war auf dem Weg von Middlesbrough und Oban nach Baltimore. Das Schiff gehörte zum Konvoi OB-256 mit 30 Schiffen. Es war ein Totalverlust mit 36 Toten.
- 14. Dezember 1940: Versenkung des britischen Dampfers Euphorbia mit 3.380 BRT. Der Dampfer wurde durch zwei Torpedos versenkt. Er hatte 3.837 t Kohle geladen und befand sich auf dem Weg von Swansea und Milford Haven nach Lynn (Massachusetts). Das Schiff gehörte zum Konvoi OB-256 mit 30 Schiffen. Es war ein Totalverlust mit 34 Toten.
- 18. Dezember 1940: Versenkung des britischen Dampfers Napier Star (Lage) mit 10.116 BRT. Der Dampfer wurde durch zwei Torpedos versenkt. Er hatte 17 Passagiere sowie 8.200 t Stückgut an Bord und befand sich auf dem Weg von Liverpool über Panama nach Neuseeland. Es gab 84 Tote und 15 Überlebende.

### Sechste Feindfahrt
Das Boot lief am 9. März 1941 von Kiel aus und wurde am 17. März 1941 versenkt. Auf dieser acht Tage dauernden Unternehmung in den Nordatlantik, südöstlich von Island, wurden keine Schiffe versenkt oder beschädigt.

## Verbleib
In der Nacht vom 16. auf den 17. März 1941 versuchte U 100 südwestlich von Island den Konvoi HX-112 anzugreifen. Die britischen Zerstörer Walker und Vanoc zwangen es zum Tauchen und warfen Wasserbomben. U 100 wurde schwer beschädigt. Schepke ließ auftauchen und wollte bei schlechtem Wetter an der Oberfläche entkommen. Aber die Vanoc ortete das Boot mit Radar und rammte es. Schepke wurde dabei zwischen dem Schanzkleid des Turms und dem Sehrohrsockel eingeklemmt und getötet. Das Boot ging kurz danach auf der Position 61° 4′ N, 11° 30′ W im Marine-Planquadrat AE 8986 unter. Es gab 38 Tote und sechs Überlebende, die vom britischen Zerstörer Vanoc als Kriegsgefangene an Bord genommen wurden, unter diesen ein Offizier.
U 100 war das erste U-Boot überhaupt, das erfolgreich durch Radar geortet und dann versenkt wurde.